# Gaertnera alata
Gaertnera alata är en måreväxtart som beskrevs av Cornelis Eliza Bertus Bremekamp, Simon T. Malcomber och Aaron Paul Davis. Gaertnera alata ingår i släktet Gaertnera och familjen måreväxter. Inga underarter finns listade i Catalogue of Life.